# Hegemony (série)
Hegemony - é uma série de jogos de estratégia informática desenvolvida pelo estúdio Canadian Longbow Games, Toronto, Ontário. Os jogos combinam grande estratégia históricos com batalhas em tempo real num único mapa. O título refere-se ao conceito de hegemonia, que é a superioridade ou controlo político, económico ou militar de um estado sobre outros.

## Jogos da série
- Hegemony Gold: Wars of Ancient Greece
- Hegemony Rome: The Rise of Caesar
- Hegemony III: Clash of the Ancients

## Jogabilidade
A jogabilidade gira em torno da gestão de impérios, conquista e gestão de recursos. O jogador pode ampliar e reduzir a qualquer momento entre um mapa estratégico 2D e um mapa táctico 3D, enquanto o jogo progride (com a opção de pausa) em tempo real. Um mecanismo único é a criação de cadeias de abastecimento que se ligam aos centros de abastecimento através da infra-estrutura do jogador, fornecendo assim abastecimento para os seus exércitos. Para além de cenários históricos de campanha (por exemplo Filipe da Macedónia, Julius Caesar, Pyrrhus of Epirus), os jogos têm um modo sandbox que visa recolher "pontos de hegemonia". A vitória pode ser alcançada através de uma combinação de superioridade cultural, militar e económica.
Em Hegemony Gold, a campanha detalha a ascensão de Filipe da Macedónia, pai de Alexandre o Grande, que trabalha para criar uma força macedónia capaz de derrotar o Império Persa. Hegemonia Roma: Ascensão de César, como o título sugere, detalha a ascensão de Júlio César durante as Guerras Gálicas. Hegemonia Roma proporcionou a oportunidade de construir acampamentos de campo e estabelecer pontes fortificadas para assegurar os golfos e actuar como bases avançadas. Hegemonia Roma colocou muito mais ênfase na campanha de ritmo rápido e nas grandes batalhas que foram muitas vezes a marca registrada da Gaul Wars. Em Hegemony III, a caixa de areia é central, e as missões aparecem organicamente ao longo do tempo e não como parte de uma narrativa histórica estabelecida.

## Ligação
- Sítio Web oficial da Hegemony Gold
- Sítio Web oficial da Hegemony Rome
- Website oficial do jogo Hegemony III